# 约翰·科尔维诺
约翰·科尔维诺（John Corvino，1969年—），美国作家，韦恩州立大学哲学教授。

## 生平
约翰·科尔维诺毕业于圣约翰大学，1990年获得学士学位，1998年获得德州大学奥斯汀分校博士。于2007年受聘于韦恩州立大学，目前在该校担任哲学系副教授。

### 私人生活
他本身也是一名已出櫃男同志。

## 學術
在泰晤士报文学副刊上讨论「同性别」这一话题时，奈杰尔·阿什福德评论说：“这本书的基调——理性和逻辑性，尊重对手并愿意进行智慧上的较量——由科尔维诺自己根据对反同性恋这一社会现象的考察来确定，并包含了他自己的反驳论据。”（引自Gale的作者，前引书。）

## 作品
- (编辑和撰稿人) 同性别：伦理、科学和同性恋文化的辩论（Same Sex: Debating the Ethics, Science, and Culture of Homosexuality, Rowman & Littlefield (Lanham, MD), 1997. ISBN 0-8476-8482-2）

### 选集
- Do We Need Minority Rights?, The Philosophy of Sex and Remapping the Humanities: Identity, Memory, Community, and (post)Modernity, Wayne State University Press, 2004.

### 报纸
- Gay and Lesbian Review Worldwide
- Between the Lines
- Southwest Philosophy Review
- Business Ethics Quarterly
- Philosophical Quarterly.
- Ethics

### 影片
- (演讲者) 同性恋在道德上有什么错？（What's Morally Wrong with Homosexuality?, Paradise Valley Media, 2008.）

## 评论
- 泰晤士报文学副刊（Times Literary Supplement, September 4, 1998, Nigel Ashford, review of Same Sex: Debating the Ethics, Science, and Culture of Homosexuality, p. 13.）
- 华盛顿邮报图书世界（Washington Post Book World, review of Same Sex, p. 13.）